# Liste des épisodes de La Nouvelle Famille Addams
Les DVD de La Nouvelle Famille Addams disponibles en France présentent la série de 65 épisodes de 26 minutes diffusée à partit de 1998.
Comme pour la première série, ils ont été artificiellement découpés en trois saisons par le distributeur :
- Saison 1 : 22 épisodes
- Saison 2 : 22 épisodes
- Saison 3 : 21 épisodes

## Première saison (1998-1999)
1. Une fête très réussie (Halloween With the Addams Family)
2. Le rival (Deadbeat Relatives)
3. La Famille Addams à l’école (The Addams Family Goes to School)
4. Fétide est amoureux (Fester’s Punctured Romance)
5. Les voisins (New Neighbors Meet the Addams Family)
6. La visite de grand papy (Grandpapa Addams)
7. Un grand séducteur (Gomez, the Reluctant Lover)
8. Le mariage de la cousine (Morticia, the Matchmaker)
9. L’arbre généalogique (The Addams Family Tree)
10. La visite du cousin (Cousin Itt Visits the Addams Family)
11. L’art entre chez les Addams (Art and the Addams Family)
12. L’enlèvement (Thing is Missing)
13. Un régime draconien (Fester Goes on a Diet)
14. Les souvenirs de Morticia partie 1 (Morticia’s Romance - Part 1)
15. Les souvenirs de Morticia partie 2 (Morticia’s Romance - Part 2)
16. La fugue de Mercredi (Wednesday Leaves Home)
17. Être ou ne pas être (My Fair Cousin Itt)
18. Histoire de couple (The Winning of Morticia Addams)
19. Une belle perruque (Uncle Fester’s Toupee)
20. Le roi du bal (Lurch Learns to Dance)
21. Morticia et le psychiatre (Morticia and the Psychiatrist)
22. Le fiancé (Melancholia Finds Romance)
23. La vente de charité (Morticia’s Favorite Charity)
24. Le gorille (Morticia and the Ladies League)
25. Au travail ! (Morticia, the Breadwinner)
26. Le dilemme de Morticia (Morticia’s Dilemma)
27. Noël chez les Addams (Christmas with the Addams Family)
28. Crise chez les Addams (Crisis in the Addams Family)
29. Le somnambule (Gomez, the Cat Burglar)
30. Une panne inquiétante (Uncle Fester’s Illness)
31. L’ami d’enfance (Green-Eyed Gomez)
32. La fiancée de la Chose (Thing’s Romance)
33. Un décor de cauchemar (Morticia, the Decorator)
34. Rencontres surprenantes (Close Encounters of the Addams Kind)
35. Amnésie (Amnesia in the Addams Family)
36. Romance d’adolescente (Wednesday’ Crush)
37. Une grande artiste (Morticia, the Sculptress)
38. La course à la mairie (Gomez, the People’s Choice)
39. L’idole des jeunes (Lurch, the Teen-Age Idol)
40. La visite de grand-papa (Fester and Granny vs. Grandpapa Addams)
41. L’académie militaire (Saving Private Addams)
42. La transmutation (My Son, the Chimp)
43. Les lointains pâturages (Horseplay)
44. Le grand amour de Max (Lurch’s Grand Romance)
45. Fétide et les mercenaires (Fester Joins the Global Mercenaries)
46. Une visite catastrophique (Catastrophia’s Career)
47. Les Addams au tribunal (Addams Family In Court)
48. Un problème de cheveux (Cousin Itt’s Problem)
49. La guerre des farces (Morticia, the Playwright)
50. Le nouveau millionnaire (Lurch, Man of Leisure)
51. Évolution dans la famille (Progress In The Addams Family)
52. Un espion dans la maison (Undercover Man)

## Deuxième saison (1999)
1. Le virtuose et le Maestro (Lurch and his Piano)
2. Un bon conseiller (Fester, Marriage Counselor)
3. L’indigestion (Cleopatra, Green of the Nile)
4. N’est pas médium qui veut (Granny, the Happy Medium)
5. Le rival de Max (Lurch’s Little Helper)
6. Une querelle de cousin (Addams Family Feud)
7. La folie des grandeurs (Fester, the Tycoon)
8. Le film des Addams (Lights, Camera, Addams)
9. La mission de l’assureur (The Addams Policy)
10. Le maître du monde (Fester, World Leader)
11. Un pirate dans la famille (The Tale of Long John Addams)
12. Une compétition serrée (Keeping Up with the Joneses)
13. La visite de la mort (Death Visits the Addams Family)